# San Juan (Siquijor)
San Juan é um município de  quinta classe de renda municipal (d) na província Siquijor, nas Filipinas. De acordo com o censo de 1 de maio  de  2020 possui uma população de 16 363 pessoas e 4 230 domicílios.